# Стурдза, Михай (министр)
Михай (Михаил) Стурдза (рум. Mihail R. Sturdza ; 28 августа 1886, Тыргу-Окна, Королевство Румыния — 5 февраля 1980, Мадрид, Испания) — румынский дипломат, политик и государственный деятель, министр иностранных дел Румынии (сентябрь 1940 — январь 1941) во время, так называемого, национал-легионерского государства после отречения короля Кароля II.

## Биография
Происходил из молдавского боярского рода Стурдза. Изучал право в Ясском университете, получил степень доктора международного права.
Политик консервативного толка и националист. Член Железной гвардии. Занимал нескольких дипломатических постов, был поверенным в делах в Вене, Будапеште и Вашингтоне . В 1929 году находясь в Риге был полномочным министром в Латвии, Эстонии и Финляндии. В 1932 году в качестве представителя Румынии участвовал в переговорах с СССР по заключению соглашения о ненападении. Переговоры не удались из-за требования СССР обсудить вопрос о спорной территории Бессарабии, которая тогда входила в состав Королевства Румыния.
С 1938 года — посол Румынии в Дании. В сентябре 1940 — январе 1941 года занимал пост министра иностранных дел Румынии.
В качестве министра М. Стурдза вместе с министром иностранных дел Германии Иоахимом фон Риббентропом присутствовал на подписании 23 ноября 1940 года присоединения Румынии к Тройственному пакту с Третьим Рейхом А. Гитлера и главой правительства Румынии генералом Ионом Антонеску.
После мятежа «Желеной Гвардии» против Иона Антонеску в январе 1941 года, Стурдза, как сторонник Железной гвардии, был вынужден уйти в отставку. И. Антонеску взял на себя руководство МИДом.
После подавления мятежа Железной гвардии в январе 1941 года Стурдза вслед за лидером партии легионеров Хорией Симой отправился в изгнание; сначала в Софию (Болгария), а затем в Германию и Данию. Стурдза снова стал министром иностранных дел в правительстве Румынии в изгнании в Вене с 10 декабря 1944 года до конца Второй мировой войны.
После Второй мировой войны Стурдза оказался в Дании, где оставался до 1947 года. После этого нашёл убежище в Испании, а затем в США, где поддерживал тесные связи с другими членами Железной гвардии в изгнании.
Написал несколько работ об истории Румынии и её международных отношениях. В последующие годы участвовал в деятельности правых организаций. В 1968 году опубликовал свои мемуары, получившие одобрение в правых кругах с антикоммунистической точки зрения и состояния «холодной войны» между Востоком и Западом.